# Canthonosoma mastersi
Canthonosoma mastersi là một loài bọ cánh cứng trong họ Bọ hung (Scarabaeidae).